# Länsväg 250
Länsväg 250 är en primär länsväg i  Västmanlands län. Den  går sträckan Kungsör - Köping - Fagersta.

## Beskrivning
Hela sträckan Kungsör-Köping-Fagersta är vanlig landsväg med varierande bredd och standard. Mellan E20 vid Kungsör och E18 vid Köping hette nuvarande länsväg 250 tidigare riksväg 56 (fram till 1 juli 2007). Denna sträcka håller en relativt hög standard och är också den mest trafikerade delen på hela länsväg 250. Vägens genomfart genom Köping har två filer i vardera riktningen och ett flertal signal-reglerade plankorsningar. Den fungerade tidigare som E18:s genomfart genom Köping innan den nuvarande E18-motorvägens tillkomst mellan Köping och Arboga.
Norr om Köping finns en ganska nybyggd vägsektion fram till Kolsva samhälle med en mycket god säkerhetsmässig utformning och separerade gång- och cykelvägar. 
Länsväg 250 har en lång genomfart genom Kolsva samhälle. I samhällets centrum har avsmalnande vägbanor, refuger och vägbulor anlagts för att tvinga ned genomfartstrafikens hastighet.
Norr om Kolsva blir vägstandarden märkbart sämre och vägen passerar rakt genom småorterna Gisslarbo och Bernshammar. Vid Heds kyrka svänger länsväg 250 tvärt höger i en T-korsning, medan den sekundära, ej nummerskyltade länsvägen U-596 mot Skinnskatteberg - Riddarhyttan fortsätter rakt fram i korsningen.
Efter Heds kyrka blir länsväg 250 ännu smalare, backigare och kurvigare än tidigare. Vägstandarden är härnågot sämre. Vid Gunnilbo kyrka korsar den väst-östliga länsväg 233 (Skinnskatteberg - Ramnäs). Länsväg 250 fortsätter norrut genom de djupa Bergslagsskogarna förbi Bockhammar fram till Oti strax söder om Fagersta. Här ansluter riksväg 66 (Sälen-Vansbro-Ludvika-Fagersta-Västerås) samt även riksväg 68 (Örebro-Lindesberg-Fagersta-Avesta-Storvik-Gävle).
I det gamla systemet före 1962 gick länshuvudväg 250 Köping - Oti (Fagersta) - Ludvika - Vansbro - Sälen - Särna. Den har senare, troligen 1962, förkortats till Köping - Fagersta, och förlängdes 2007 till Kungsör när riksväg 56 lades om.

## Anslutande vägar
| Väg                   | Ort      |
| --------------------- | -------- |
| E20                   | Kungsör  |
| E18                   | Köping   |
| Länsväg 233           | Gunnilbo |
| Riksväg 66/Riksväg 68 | Oti      |